# Фильнев, Павел Михайлович
Павел Михайлович Фильнев (30 сентября 1914 — ?) — офицер Красной Армии, после войны бухгалтер, затем политзаключённый ГУЛАГа, предполагаемый глава забастовочного комитета 5-го лаготделения Горлага.

## Биография
Родился в селе Покойном Святокрестовского уезда Ставропольской губернии (ныне Будённовского района Ставропольского края).  По национальности русский. Образование 4 класса. Призван в ряды Красной армии 16 октября 1938 года, служил в 130 отдельном инженерно-саперном батальоне и в  583 стрелковом полку 103 стрелковой дивизии Забайкальского Фронта.  Награждён Медалями «За победу над Германией в Великой Отечественной войне 1941–1945 гг.» и «За победу над Японией». Демобилизован 27 августа 1947 года в звании старший лейтенант. 
Член ВКП(б). После войны жил в Ессентуках, где работал бухгалтером. 
13 августа 1949 года арестован по обвинению по статьям 58-10 ч. 1 и 58-11 УК РСФСР. 28 мая 1950 осуждён  ОСО НКВД СССР на 10 лет ИТЛ. В 1952 прибыл с "карагандинским этапом" в Горлаг из Песчанлага. Лагерный номер в Горлаге — Ф-932. 

### Участие в Норильском восстании
В Горлаге Павел Фильнев попал в 5-е лаготделение. С событий именно в этом лаготделении началась забастовка, которую позднее назвали "Норильским восстанием".
Вечером 26 мая заключённые-мужчины, находящиеся в жилой зоне 5-го лаготделения, переговаривались с заключёнными-женщинами, которых привели на работу в производственную зону кирпичного завода. Сержант Дятлов увидел в этом непорядок и потребовал прекратить разговоры. Зека ему ответили, после чего он открыл стрельбу и очередью из автомата ранил 7 человек:348. Фамилии раненых известны, это Климчук, Медведев, Коржев, Надейко, Уваров, Юркевич и Кузнецов:321. Позднее один из них, Пётр Климчук, скончался в центральной лагерной больнице:324. В ответ на эти выстрелы сразу была остановлена работа в зоне Горстроя. На утро бастовали  4-е, 5-е лаготделения, через день к ним присоединилось 6-е женское. Вскоре прибыла комиссия из МВД. 
По сведениям участника событий В. Н. Третьякова, 5 июня 1953 после переговоров с забастовщиками. комиссия МВД предложила для продолжения переговоров избрать делегатов, а остальным выйти на работу. Председателем комитета бастующих был избран Павел Фильнев, бывший советский офицер:93. Однако по данным документов первый состав комитета забастовки в 5-м лаготделении был уже избран по крайне мере к 31 мая:326. 
С 9 июня 1953 заключённые 5-го, 4-го и 6-го лаготделений снова вышли на работу:94. 
25 июня во время этапа из 5-го лаготделения в 4-е были арестованы лидеры первой стадии забастовки в 5 л/о: Н. К. Бойко, П. З. Дикарев, Мамед и Б. К. Федосеев. 26 июня 1953 года из-за ареста лидеров забастовка возобновилась. Новая руководящая группа забастовщиков формировалась по принципу национального представительства, от русских в неё вошли Павел Фильнев и Николай Мещеряков, от украинцев Евген Горошко, от литовцев Мистеревичус, от кавказских национальностей (так в источнике) Борис Жамбеков:366. 
Как сообщил агент оперчасти, вечером 26 июня Фильнев вместе с Мещеряковым и Горошко возражал против плана некоторых радикально настроенных заключённых захватить в заложники генералов "по примеру лагеря военнопленных в Корее на о. Коджедо". По сообщению того же источника, якобы Фильнев вместе с Мещеряковым, Жамбековым и Горошко приняли решение, если будут введены вооружённые солдаты, оказывать им усиленное сопротивление:367. 
Нельзя исключить, что руководство забастовки в пятом лаготделении всё время было в значительной мере коллективным. В частности, член забастовочного Семён Зиновьевич Бомштейн пишет, что после подавления забастовки "меня и Павла Фильнева <...> назвали руководителями "волынки" и, выделив из всей массы, повели в тюрьму". 
10 ноября 1954 года Фильнев этапирован в тюрьму № 1 города Иркутска через Красноярскую тюрьму.
Дальнейшая судьба неизвестна.

## Комментарии
1. ↑  Сведения Красноярского Мемориала о том, что П. М. Фильнев был полковником Красной Армии[3], восходят к письму участника Норильского восстания Г. С. Климовича А. И. Солженицыну от января 1990[4]
2. ↑  В переговорах участвовали Н. К. Бойко [7], Яцишин, К. С. Ахвельдиани, Мельниченко, С. З. Бомштейн, Хлгатян, Еньке, Ходяков, М. Марушко[8]
3. ↑  Бойко Николай Кириллович. Род. в 1910. Уроженец и житель с. Сидоровка Корсунского р-на Киевской обл. Украинец, образование 9 кл. Чл. ВКП/б/. Арестован 04.06.1948. Обвинение по ст. 18-54-8 УК УССР. Осужден 03.08.1948 ВТ МВД Киевской обл. на 25 лет ИТЛ и 5 лет лишения политических прав. Срок отбывал в Горлаге (в источнике Норильлаг), прибыл из Песчанлага, выбыл 27.07.1953 в УИТЛК УМВД КК [10];
 Дикарев Пётр Зиновьевич. Род. в 1902 в Китае. Русский. Из рабочих, окончил в Китае коммерческое училище. Офицер белой гвардии. Обвинение по ст. 58-6 ч. 1 УК РСФСР. Осужден 28.06.1946 ВТ Забайкальского ВО на 10 лет ИТЛ. Срок отбывал в Горлаге на 5 л/о. Арестован 20.04.1949. Обвинение по ст. 58-10 УК РСФСР. Осужден 20.04.1949 спецлагсудом на 10 лет ИТЛ. В 70-х жил в Ростове-на-Дону, работал гардеробщиком в ресторане. Реабилитирован 13.11.1956 СК ВС РСФСР. Арх. № дела П-7666.[11];
Мамед — данные не обнаружены;
Федосеев Борис Константинович. Род. в 1920 в г. Никольск-Уссурийский (позднее Ворошилов, ныне Уссурийск) Дальневосточная республика. Русский, семья эмигрировала в Харбин. Электротехник. Работал на радиостанции, прошёл школу разведчиков у японцев. Арестован 26.08.1945 в Маньчжурии «СМЕРШ» 15 корпуса ПВО. Обвинение по ст. 58-6 ч. 1 УК РСФСР. Осуждён 14.11.1945 ВТ 2-й Краснознаменной армии на 10 лет ИТЛ. Прибыл 01.07.1946 в Норильлаг Красноярским этапом. Убыл 28.04.1949 в Горлаг. Осуждён 14.05.1952 лагсудом по ст. 58-10 ч. 1 УК РСФСР на 10 лет ИТЛ. 25.06.1953 в центральном лагерном ШИЗО.  27.07.1953 убыл в Красноярскую тюрьму[12]
4. ↑  Имеется в виду восстание северо-корейских и китайских военнопленных 7 мая - 10 июня 1952 года, в ходе которого они захватили и судили американского бригадного генерала Френсиса Додда (1899-1973)[англ.]. Восстание было подавлено с применением танков.